# Zebittium exile
Zebittium exile är en snäckart som först beskrevs av Hutton 1873.  Zebittium exile ingår i släktet Zebittium och familjen Cerithiidae. Inga underarter finns listade i Catalogue of Life.